# François-Annibal de Béthune
François-Annibal de Béthune (1642 – Parigi, 19 ottobre 1732) è stato un ammiraglio francese.

## Biografia

### Origini e famiglia
François-Annibal de Béthune discendeva da una branca cadetta della famiglia dei Béthune, una delle più importanti famiglie della nobiltà francese. Egli era figlio quintogenito di Hippolyte de Béthune, conte di Selles, marchese di Chabris (conosciuto come il conte di Bethune), il qualer era stato consigliere di Stato, governatore delle città e dei castelli di Romorantin e di Millançay, cavaliere degli Ordini del re e cavaliere d'onore della regina Maria Teresa d'Austria. Suo nipote fu Maximilien de Béthune, duca di Sully, mentre sua madre, Anne-Marie de Beauvilliers (n. 1610, a Beauvilliers, Oise - 12 novembre 1698), era discendente della casata dei Beauvilliers, un'antica famiglia di Pays Chartrain. Suo fratello cadetto Hyppolite sarà vescovo di Verdun.

### Carriera militare
Come molti altri figli cadetti di famiglie nobili, François-Annibal entrò nell'Ordine di Malta ancora giovanissimo per poi uscirne per sposare Renée Leborgne de Lesquisiou (n. 1643 - dicembre 1709), vedova di Robert Louet, signore di Coetjanval. Da questa unione nacque una figlia, Jacqueline o Jeanne-Louise de Béthune.
Entrò nella marina militare francese e prese subito dopo parte alla Guerra franco-olandese. Nel 1676 fece parte della flotta francese che, agli ordini dell'ammiraglio Abraham Duquesne, lottò contro la flotta olandese dell'ammiraglio Michiel de Ruyter al largo della Sicilia.
L'8 gennaio 1676, comandò la Sirène (46 cannoni), affiancato da Le Sage del cavaliere di Langeron e da Le Pompeux del commendatore de Valbelle. Il 22 aprile, presenziò alla Battaglia d'Agosta, sempre a bordo de La Sirène. Fu lui che, tra il 18 ed il 20 aprile di quello stesso anno, con due lettere che inviò prontamente al duca di Vivonne, ad avvisarlo che la flotta olandese si stava dirigendo verso Agosta e che si preparava ad attaccare la città via mare, giocando così un ruolo decisivo nello spiegamento d'attacco. Nelle sue Mémoires, il marchese di Villette-Mursay scrisse: «…il cavaliere De Béthune che si trovò assediato dai nemici presso il porto di Agosta, si trovò in libertà per l'arrivo della nostra armata, avendo preso il suo posto nella divisione di monsieur Duquesne, poco dopo l'inizio del combattimento… ». Infine presenziò alla Battaglia di Palermo il 2 giugno di quello stesso anno.
Venne promosso capo squadra in Guyana e nel 1682 rimpiazzò Tourville, divenuto tenente generale. Venne ricevuto come cavaliere di grazia nell'Ordine di San Lazzaro nel 1683. Nella primavera del 1728, ottenne il titolo di commendatore dell'Ordine di San Luigi. Morì il 19 ottobre 1732 a 90 anni.
Suo nipote, Louis de Béthune, che come lui intraprese la carriera militare, raggiunse il grado di tenente generale della marina reale francese.